# فيلادلفيا انكوايرر (شركة)

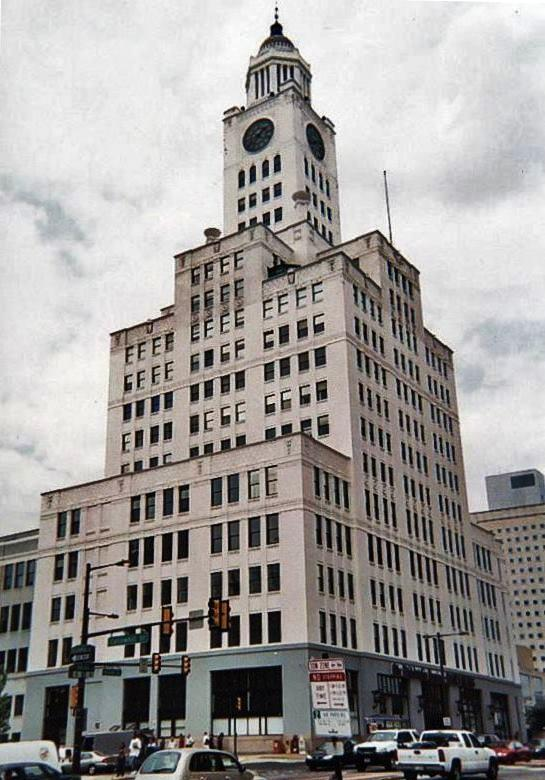
مبنى شركة فيلادلفيا انكوايرار

فيلادلفيا انكوايرر (بالإنجليزية: The Philadelphia Inquirer) شركة ذات منفعة عامة تنشر موقعًا إخباريًا (Inquirer.com) وصحيفتين يوميتين «فيلادلفيا انكوايرر»، و«دايلي نيوز». تخدمان منطقة فيلادلفيا الحضرية بالولايات المتحدة. تأسست الصحيفة على يد جون آر ووكر وجون نورفيل في يونيو 1829 تحت اسم «بنسلفانيا انكوايرر The Pennsylvania Inquirer»، وهي ثالث أقدم صحيفة يومية تعمل باستمرار في الولايات المتحدة. تعود ملكية انكويرر إلى معهد لينفست Lenfest Institute، وهي شركة تابعة لمؤسسة فيلادلفيا، وهي أكبر صحيفة في الولايات المتحدة منظمة بموجب ملكية غير ربحية. احتلت المركز السابع عشر اعتبارًا من عام 2007، من حيث معدل تداول الصحف الأمريكية خلال أيام الأسبوع، واعتبارًا من عام 2021، فازت بعشرين  جائزة بوليتزر. إنها الجريدة المسجلة في وادي ديلاوير.
أصبحت انكوايرر أول صحيفة رئيسية خلال الحرب الأهلية الأمريكية عندما كانت تغطيتها للحرب تحظى بشعبية على كلا الجانبين. انخفض تداول الجريدة بعد الحرب، ثم ارتفع بحلول نهاية القرن التاسع عشر.
كانت الصحيفة، في الأصل، تدعم الحزب الديمقراطي، ثم تحول الانتماء السياسي في النهاية نحو الحزب اليميني، ثم الحزب الجمهوري قبل أن تصبح مستقلةً سياسيًا رسميًا في منتصف القرن العشرين. بحلول نهاية الستينيات، تراجعت انكويرار، وجاءت في مرتبة متأخرة عن منافسها الرئيسي، نشرة فيلادلفيا المسائية، وكانت تفتقر إلى المرافق الحديثة والموظفين ذوي الخبرة، وفي السبعينيات، حوّل المالكون والمحرّرون الجدد الصحيفة إلى واحدة من أبرز الصحف في البلاد.
الناشر والمدير التنفيذي إليزابيث هـ. هيوز والمحرر غابرييل إسكوبار.

## وصلات خارجية
https://www.inquirer.com/ فيلادلفيا انكوايرر (شركة)
https://web.archive.org/web/20110102172811/http://m.philly.com/phillycom فيلادلفيا انكوايرر (شركة)
https://web.archive.org/web/20060829061541/http://www.pnionline.com/ فيلادلفيا انكوايرر (شركة)